# Spigolamento abusivo
Lo spigolamento abusivo è un reato previsto dal Codice penale italiano all'art. 626 n. 3 quale specie di furto minore.
Esso consiste in una condotta umana diretta a «spigolare, rastrellare, raspollare nei fondi altrui, non ancora spogliati direttamente dal raccolto». Qualora invece i fondi siano stati già oggetto di raccolto, non costituisce reato il rastrellamento di ciò che è residuato, in quanto considerato res derelicta.
Risulta evidente, dunque, il suo carattere anacronistico, che lo fa considerare ormai il retaggio di una società prevalentemente agricola, stante la scarsissima diffusione.
Il reato di spigolamento abusivo è classificato tra i reati contro il patrimonio. Con il decreto legislativo 274/2000 è stato attribuito alla competenza del giudice di pace. Il reato è perseguibile a querela dell'offeso.